# Pullman (Chicago)
Pullman település az Amerikai Egyesült Államok Illinois államában, Cook megyében, Chicago közelében. Lakosainak száma 6820 fő (2020).
Pullman, Chicago 77 meghatározott közösségi területének egyike, a város déli részén található. A Chicago Loop-tól tizenkét mérföldre fekvő Pullman a Calumet-tó mellett található.
A Pullman néven ismert terület sokkal nagyobb területet ölel fel, mint a két történelmi területe (a régebbi történelmi területet gyakran "Pullman" néven emlegetik, és az egy chicagói műemlék kerület és egy nemzeti történelmi park. Az északi melléképület történelmi területét általában "North Pullman" néven emlegetik). A Pullman Company által épített fejlesztést északon a 103. utca, délen a 115. utca, keleten a vasúti sínek, nyugaton pedig a Cottage Grove határolja.
A 20. század vége óta a Pullman-negyed dzsentrifikálódik. Sok lakos részt vesz saját otthonának felújításában, és a kerület egész területén zajló projektekben. Pullmanban gyalogos túrákat szerveznek.
Pullman számos történelmi és építészeti szempontból jelentős épülettel rendelkezik; ezek közé tartozik a Hotel Florence; az 1920-as években lerombolt Arcade Building; az Óratorony és Gyár, a Market Square-t körülvevő komplexum és a Greenstone-templom. A szomszédos Kensington negyedben, a közeli Roseland kerületben található Chicago sok szép, lengyel katedrális stílusban épült templomának egyike, az egykori Szent Salomea-templom. Jelenleg a chicagói Salem Baptista Egyház használja.
Az Illinois-i Kereskedelmi és Gazdasági Lehetőségek Minisztériuma által szponzorált versenyen Pullman egyike volt annak a hét helyszínnek, amelyet az Illinois-i Hét Csoda közé jelöltek.

## Története

### A kezdetek
A történelmi Pullmant az 1880-as években George Pullman építtette, mint munkásszállást a Pullman Palace Car Company neves vasúti kocsigyárának alkalmazottai számára. Meghatározta azokat a viselkedési normákat, amelyeknek a munkásoknak meg kellett felelniük ahhoz, hogy a területen lakhassanak, és bérleti díjat számított fel nekik. Pullman építésze, Solon Spencer Beman állítólag rendkívül büszke volt arra, hogy az általa tervezett környéken a munkások minden igényét kielégítette. A jellegzetes sorházak az akkori mércével mérve kényelmesek voltak, és olyan kényelmi szolgáltatásokat tartalmaztak, mint a beltéri vízvezeték, a gáz és a csatornázás.

## Népesség
A település népességének változása:
| Lakosok száma | 6705 | 8921 | 7325 | 6820 |
|               | 1930 | 2000 | 2010 | 2020 |